# Léon Boutbien
Léon Boutbien (Paris, 25 février 1915 – Lanloup, 25 février 2001), est un médecin, résistant et homme politique français.
Ancien déporté au camp de concentration de Natzweiler puis à Dachau, il est député SFIO de l'Indre de 1951 à 1955. Il préside ensuite le mouvement Présence socialiste, proche des gaullistes, et évolue vers la droite, militant au Rassemblement pour la République (RPR) de Jacques Chirac.

## Biographie

### Jeunesse et études
Né dans un milieu modeste, issu d'une famille bretonne, Léon Boutbien vit en Bretagne jusqu'à l'âge de six ans. Son père ayant été tué au combat en 1918, il est pupille de la Nation. À la fin de la Première Guerre mondiale, sa mère, qui l'avait élevé dans la religion catholique, se remarie avec un commis des postes, Émile Benigaud, franc-maçon aux fortes convictions républicaines, qui exerce une forte influence sur la formation et l'orientation du jeune Léon. De 1922 à 1926, il est confié à la famille de son beau-père à la Benisson-Dieu dans la Loire.
Léon Boutbien fréquente l'école primaire laïque dans la Loire, puis à Paris, sa mère tenant un étal de fruits et légumes aux Halles. Reçu au concours des bourses, il entre au lycée Montaigne puis au lycée Louis-le-Grand. Bachelier, il commence des études de médecine, tout en travaillant, comme manœuvre, puis comme « manipulant des postes », après avoir, adolescent, aidé sa mère dans son commerce.
Externe des Hôpitaux de Paris, il se spécialise dans la médecine du travail. Il ne peut passer le concours de l'internat car il est mobilisé comme médecin auxiliaire en octobre 1939.

### Militant socialiste dans les années 1930
Son engagement politique est précoce. Dès l'âge de quinze ans, en 1930, alors qu'il habite Bondy avec ses parents, il adhère au Parti socialiste SFIO et fonde un groupe des Jeunesses socialistes. Il est administrateur du journal L'Étudiant socialiste, puis en 1934, secrétaire national des étudiants socialistes. Il approuve les thèses de Jean Zyromski, animateur de la Bataille socialiste, un des courants les plus radicaux de la SFIO. Il épouse en 1934 l'une des belles-filles de Zyromski, Raymonde Vaysset.
Membre du Comité de vigilance des intellectuels antifascistes, il se rapproche un moment des trotskystes et, en octobre 1934, il présente une motion demandant l'autonomie des Jeunesses socialistes par rapport au parti. Il demeure cependant à la SFIO après l'exclusion des trotskystes. Il renoue avec la Bataille socialiste et combat la politique de non-intervention en Espagne après la tentative de coup d'état en juillet 1936. Il est membre du Comité d'action socialiste pour l'Espagne, aux côtés de Zyromski, André Weil-Curiel, Marceau Pivert ou Édouard Labin. Il est le secrétaire de la section reconstituée de Montrouge en 1938. Au début 1939, il sert comme médecin à la Centrale sanitaire internationale et participe à la retraite des armées républicaines en Catalogne. Il manifeste de la même manière son hostilité aux Accords de Munich en 1938 et dénonce le pacifisme défaitiste qui gagne la majorité de la Fédération socialiste de la Seine. L'Humanité fait part en 1939 d'une lettre de soutien qu'il a adressée au journaliste communiste Lucien Sampaix, alors jugé pour avoir dénoncé les menées d'Otto Abetz en France.

### Guerre et résistance
En septembre 1939, Léon Boutbien se porte volontaire dans les corps francs. Il est médecin de bataillon au 15e GRDI.
Démobilisé en août 1940, il n'accepte pas l'armistice. Il rejoint la zone libre, et après un bref séjour chez Jean Zyromski, déçu de ne voir aucune tentative de regroupement socialiste pour le combat, il regagne Paris. Il prend des fonctions d'interne à l'hôpital de Garches où il commence à mettre sur pied des éditions clandestines de tracts et de journaux, et contribue à établir les premières liaisons radio entre Paris et Londres. Après Garches, il exerce à l'hôpital de Montgeron, dans le département de l'Essonne. Membre du réseau du musée de l'Homme, il est arrêté le 25 décembre 1940, mais relâché après une perquisition sans résultat. Il redouble d'action, notamment au sein du réseau Action.
En janvier 1941, il fonde un périodique clandestin, « antinazi et antipétainiste », avec des anciens de la Bataille socialiste, Notre révolution pour une libération idéologique et le triomphe des idées socialistes, qui prend le nom de Libertés en 1942.
Il édite deux journaux, Liberté et Socialismes et Libertés.
Capitaine des Forces françaises libres, il établit les plans de parachutage de la zone Nord. Le 14 janvier 1943, il est arrêté à Draveil, en soignant des Francs-tireurs et partisans (FTP), et emprisonné. Il est déporté Nacht und Nebel le 12 juillet, au camp de concentration de Natzweiller. Il est ensuite transféré à Schömberg puis Erzingen, deux camp annexes de Natzweiler. Le 17 avril 1945, il est transféré à Dachau puis à Allach, où il soigne les malades du typhus. C'est dans ce camp qu'il est libéré le 30 avril 1945.
Il reçoit la croix de chevalier de la Légion d'honneur, la Croix de guerre avec palme, la Médaille de la Résistance, la Médaille de la déportation et la médaille d'honneur des épidémies. À son retour de déportation, avec une santé compromise, il appartient un temps au Conseil national de la Résistance.

#### Ancien combattant de la Résistance
Il milite ensuite dans les organisations des anciens combattants de la Résistance.
Vice-président de l'Amicale des anciens du Struthof, il témoigne au procès des gardiens du camp du Struhhof en 1954. Il est la même année vice-président de la Commission exécutive du Struthof, chargée de l'édification du Mémorial,. Le général de Gaulle lui remet en 1960 les insignes de grand officier de la Légion d'honneur à l'occasion de l'inauguration du mémorial national de la déportation de Struthof.
Il est l'un des vice-présidents du Comité d'action de la Résistance, à partir au moins du début des années 1960,, notamment sous la présidence de Marie-Madeleine Fourcade, vice-présidente de l'Union internationale de la résistance et de la déportation (UIRD). Il fait partie des membres fondateurs en 1992 de la Fondation de la Résistance.
Cet ancien résistant dénonce l'antisémitisme et soutient Israël dans les années 1960 et 1970, notamment à l'occasion de la guerre des six jours de 1967,,,.
Il est aussi vice-président du Comité d'action civique des anciens combattants, qui défend les valeurs de la République et de la démocratie représentative,.
Il est vice-président de la section française de l'Union des résistants pour une Europe unie (URPE) puis président international de cette association fondée à Bruxelles en 1955, rassemblant des anciens déportés et résistants de plusieurs pays européens,,,. Il préside aussi l'Union internationale de la résistance et de la déportation (UIRD), secondé par Simon Wiesenthal, vice-président. Cette association est issue du Comité d'action interallié de la résistance fondé à Bruxelles en 1953 et présidé par Daniel Mayer ; elle a pris le nom d'UIRD en 1961, à Turin. L'URPE et l'UIRD, qui rassemblent les mêmes personnalités et sont complémentaires, sont en fait des initiatives d'un activiste anticommuniste belge, Hubert Halin, mort en 1974 ; elles ont tenu un discours à la fois proeuropéen et anticommuniste sous ses auspices.
Il est président d'honneur de la Fédération nationale des déportés et internés de la Résistance (FNDIR, d'obédience gaulliste) lorsqu'il est promu grand-croix de la Légion d'honneur en 1996. Président d'honneur des médaillés de la Résistance, président de l'UIRD, alors âgé de 83 ans, il défend Maurice Papon lors de son procès pour complicité de crime contre l'humanité en 1998. Il déclare ainsi : « S'il y avait un quelconque lien entre signer des papiers de transport et condamner à la mort 1 600 personnes, je ne serais pas là »,. Selon Léon Boutbien, Papon était placé par le général de Gaulle dans l'administration préfectorale pour limiter la présence communiste en France à la Libération.

### Après-guerre: le militant et député socialiste
Il reprend après la guerre ses activités professionnelles et politiques. Médecin, il crée un service de médecine du travail aux Galeries Lafayette - son président, l'ancien résistant et ancien déporté Max Heilbronn est son ami - , puis à la Construction aéronautique du Bourget. Il est aussi médecin de la Fédération mutualiste de la Seine.
Il ne suit pas Jean Zyromski dans son adhésion au Parti communiste. Il est candidat de la SFIO en 1945, en banlieue parisienne. Critique vis-à-vis de la SFIO, il continue de militer dans ses rangs en défendant une politique de gauche. Il écrit dans plusieurs journaux : des quotidiens issus de la Résistance (Franc-Tireur - il est membre de son comité directeur en 1945 -, Combat) et des périodiques (Masses et Présence socialiste) qui revendiquent leur fidélité au marxisme. En août 1946, il soutient la motion Guy Mollet contre les perspectives révisionnistes ouvertes par Léon Blum et Daniel Mayer. À l'issue du congrès, il est élu membre du Comité directeur de la SFIO, à 31 ans, et devient, quelques jours après, trésorier-adjoint. Jusqu'en 1951, Léon Boutbien est constamment réélu au Comité directeur et au bureau du parti. Il dénonce alors l'écart grandissant qui sépare le Parti socialiste et le Parti communiste. Il est alors l'un des porte-paroles de l'aide gauche de la SFIO, contestant Guy Mollet et la participation des socialistes aux gouvernements de la Troisième Force « complice de la réaction »,.
Léon Boutbien est franc-maçon. Il a été initié après la guerre.
Dès 1945, il demande que des négociations soient effectivement ouvertes en Indochine et dénonce l'engagement militaire de la France,. En 1947, il figure à une réunion aux côtés de communistes pour exiger la fin de l'intervention américaine en Grèce,. En 1948, il cosigne une pétition réclamant l'ouverture de négociations en Indochine et figure parmi les intellectuels, journalistes et militants politiques qui soutiennent la naissance du Rassemblement démocratique révolutionnaire (RDR) qui, à côté de Jean-Paul Sartre, compte parmi ses créateurs des dissidents trotskystes comme David Rousset et Jean Rous qu'il a connus aux Jeunesses socialistes. L'initiative est aussi soutenue par Franc-Tireur,. Comme Rous, Boutbien est alors à la fois hostile au PCF et au Rassemblement du peuple français (RPF) du général de Gaulle, accusé de vouloir attenter au régime démocratique et parlementaire,.
En 1949, il se remarie avec Nelly Smadja, avocate, directrice des services juridiques de la Société nationale des entreprises de presse et chef de cabinet du socialiste Jean Pierre-Bloch. Il divorce en 1952.
En 1950, il devient conseiller de l'Union française et l'un des experts socialistes des questions internationales et voyage dans de nombreux pays. De retour d'une mission d'inspection en Indochine, il en revient convaincu de la gravité de la menace communiste et de la stalinisation du Việt Minh et son argumentation change radicalement ; il appelle à renforcer le corps expéditionnaire en Indochine, « un front de la guerre froide »,,,,,. Alors que les socialistes évoluent vers un refus de la guerre entre 1952 et 1954, Boutbien est l'un des rares à tenir encore un discours de guerre froide.
Au printemps 1951, la Fédération socialiste de l'Indre lui demande de conduire la liste SFIO aux élections du 17 juin, après le refus de Max Hymans de se porter candidat. Combattant à la fois le RPF et le Parti communiste,, bénéficiant de la nouvelle loi électorale permettant les apparentements entre les listes, il est élu député à 36 ans. Léon Boutbien démissionne du comité directeur et du bureau du parti conformément aux règles de la SFIO.
Membre de diverses commissions, son activité parlementaire est importante, dans trois domaines : les questions du travail, les problèmes internationaux et la mémoire de la déportation et de la guerre. Il refuse l'extension de la notion de déportation, voulant réserver le titre de déporté aux résistants et le refusant aux travailleurs déportés du travail. Européen convaincu, il appuie toutes les initiatives supranationales : la Communauté européenne du charbon et de l'acier, la Communauté européenne de défense. Contrairement à d'autres socialistes, cet ancien déporté distingue les Allemands des nazis, souhaite voir s’effacer la haine entre Allemands et Français et déclare en 1954 : « Les idées d’ennemis héréditaires, d’âmes germaniques éternelles doivent être reléguées au Musée de la mythologie nationaliste chère à Barrès et au triste Maurras ». Partisan de la paix en Indochine, il la défend dans l'espoir qu'elle ne se fera « ni au détriment de l'unité du monde libre, ni au détriment de la liberté ». Il ne vote pas l'état d'urgence en Algérie le 31 mars.
Il participe alors aux congrès de l'Union française des fédéralistes (UFF), aux côtés de personnalités non-socialistes.
En avril 1955, il échoue au conseil général dans le canton de Buzançais (Indre). Il devient secrétaire de la Fédération socialiste de l'Indre l'année suivante. Le 2 janvier 1956, il se représente à la tête de la liste socialiste dans l'Indre mais il n'est pas réélu.
Il ne quitte pas l'action politique pour autant. Au Congrès de Lille, le 14 juillet 1956, il retrouve une place au Comité directeur de la SFIO. Il soutient la politique de Guy Mollet en Afrique du Nord, notamment lors de la crise de Suez. À partir de 1957, il appuie diverses initiatives anticommunistes de Suzanne Labin, alors socialiste.
Le 31 mai 1958, lors de la réunion commune des parlementaires socialistes, et des membres du Comité directeur, il vote pour l'investiture du général de Gaulle.
Il se présente sans succès aux élections législatives de novembre 1958 dans l'Indre.
Dans le contexte de la guerre d'Algérie, il propose en 1956 une motion pour le congrès de son parti répudiant toute notion de nation algérienne et toute idée de négociation internationale ou d'arbitrage et préconisant en Algérie un effort militaire devant aboutir à la pacification « sans défaillance ni faux-fuyant ». À partir de 1960, ses prises de position en faveur de l'Algérie française le situent à l'aile droite de son parti et même à contre-courant de la grande majorité des socialistes. En juin 1960, son parti condamne sa participation et celle de deux autres socialistes (Robert Lacoste et Max Lejeune) à un colloque en faveur de l'Algérie française. En octobre, ce socialiste anticommuniste cosigne le manifeste des intellectuels français pour la résistance à l'abandon. Avec d'autres hommes de gauche, il critique la politique gaullienne en Algérie et le FLN. Il est encore partisan du maintien de l'Algérie dans la République française en 1962. Il critique le général de Gaulle lors des  élections législatives de 1962, consécutives à la dissolution de l'Assemblée nationale.
Hostile au rapprochement avec le Parti communiste initié par Guy Mollet en 1962 et partisan de certaines initiatives gaulliennes, il n'est pas réélu au comité directeur de la SFIO en 1963. Il quitte alors cette formation politique, lançant un mouvement mort-né, Culture et renouveau.
En 1961, il cosigne une lettre ouverte adressée au général de Gaulle et au président américain John Fitzgerald Kennedy demandant « l'arrêt de l'agression » des troupes de l'ONU contre le Katanga sécessionniste. En 1964, il cosigne un texte protestant contre la reconnaissance de la Chine communiste par la France du général de Gaulle, aux côtés des sénateurs Bruyneel (indépendant) et Lamousse (socialiste), du député socialiste Regaudie, d'anciens députés comme Édouard Frédéric-Dupont (droite) ou de militants anticommunistes comme Suzanne Labin ou Guy Vinatrel.

### Un socialiste devenu gaulliste
Il est candidat aux élections municipales de 1965 à Paris, sur une liste où figurent des conseillers sortants de droite, opposée à la fois aux listes de gauche et aux gaullistes, sans succès,. Il rejoint en 1966 le Front travailliste qui accueille des socialistes en rupture de ban, devenus gaullistes de gauche.
Il appuie en 1969 la candidature de Georges Pompidou, ancien Premier ministre du général de Gaulle. Dès son élection à la présidence de la République, Pompidou le fait contacter par Édouard Balladur pour le nommer au  Conseil économique et social,, fonction qu'il occupe jusqu'en 1979.
Il fonde en 1971, avec notamment André Weil-Curiel ou Guy Vinatrel, et préside jusqu'en 1979 le mouvement Présence socialiste, qui se dote d'une revue mensuelle portant le même nom, dont il est le directeur politique et l'éditorialiste. Ce mouvement favorable à une socialisme réformiste intègre la majorité gaulliste puis giscardienne, notamment par anticommunisme et refus du Programme commun entre le Parti socialiste de François Mitterrand et le Parti communiste,,,,.
Il se porte candidat, sans succès, aux élections législatives de 1973, à Paris, comme candidat socialiste soutenant le président de la République Georges Pompidou.
De 1974 à 1975, Léon Boutbien se rapproche de Jacques Chirac, alors Premier ministre, et travaille avec la petite équipe animée par Marie-France Garaud et chargée du programme de ce qui va devenir le Rassemblement pour la République (RPR), fondé par Chirac à la fin de l'année 1976. Il siège à partir de 1977 au comité central du RPR, qui, comme son nom l'indique, entend rassembler mais est classé à droite. Il siège même un temps à son conseil politique, de 1976 à 1977 ou 1979 et à son comité directeur de 1983 à 1984. Il est candidat de ce parti aux élections législatives de 1978 et 1981, dans les Côtes-du-Nord, là encore sans succès. Candidat, il tient un discours anticommuniste. Il a pu faire entendre une voix divergente au sein des instances du RPR, notamment sur la question européenne,.
Il siège dans plusieurs commissions (Commission de la nationalité en 1987 - mise en place par le gouvernement de Jacques Chirac -, des droits de l'homme en 1989).
En 1992, lors de la campagne du Référendum français sur le traité de Maastricht, il cosigne une déclaration d'anciens combattants en faveur du traité.

## Œuvres
- Le Gourou, Paris, impr. de Cavel, 1954 (poèmes rédigés dans le kommando d'Erzingen (dépendant du Struthof) à l'été 1944)
- Illusions socialistes , Paris, édition des ternes, 1981 (collection de ses éditoriaux dans Présence socialiste, 1969-1979)

## Décorations
- Grand-croix de la Légion d'honneur (1996)
- Grand-croix de l'ordre national du Mérite
- Médaille de la Résistance française
- Croix de guerre 1939–1945, palme de bronze